# فيونا فرانسوا
فيونا فرانسوا (بالإنجليزية: Fiona François)‏ هي دبلوماسية بريطانية، ولدت في 22 مايو 1980 في يورك في المملكة المتحدة.